# Acalolepta paracervina
Acalolepta paracervina es una especie de escarabajo longicornio del género Acalolepta, tribu Monochamini, subfamilia Lamiinae. Fue descrita científicamente por Breuning en 1972.
Se distribuye por India y Vietnam. Mide aproximadamente 9-24 milímetros de longitud. El período de vuelo de esta especie ocurre en los meses de mayo y junio.